# Toesjinskaja (station MTsD)
Toesjinskaja is een station aan de Rigaspoorweg in Moskou dat in 1901 werd geopend. Het valt onder de managementsafdeling Moskou-Smolensk (DTsS-3) van het Directoraat Verkeersbeheer van Moskou. De reistijd vanaf station Moskva Rizjskaja bedraagt 24 minuten. Het station is een overstappunt met het gelijknamige metrostation alsmede stads- en streekbussen.

## Ligging en inrichting
Het station ligt in het noordwesten van de stad vlak bij de Volokolamskoje snelweg en heeft toegangen bij de Stratonavtov doorgang aan de zuidkant en de Toesjinskajastraat aan de noordkant. Het heeft sinds 21 november 2019 dezelfde naam als het metrostation dat sinds 30 december 1975 rechtstreeks met het perron is verbonden. Het station ligt in een boog en heeft een zijperron en een gebogen eilandperron. Ten westen van het perron ligt een keerspoor tussen de doorgaande sporen dat echter zelden voor dit doel werd gebruikt. Op 26 mei 2013 werd de dienstregeling aangepast met diensten die vanaf de Koerskspoorlijn van/naar het station reden, Tsjechov – Toesjino – Revjakino in het weekeinde en Serpoechov – Toesjino – Serpoechov door de week, die het keerspoor gebruikten.

## Reizigersverkeer
Het wordt bediend door lijn D2 van de MTsD. Vanaf het station zijn er rechtstreekse diensten naar Nachabino, Dedovsk, Novojerusalimskaja, Roemanstjevo, Volokolamsk, Sjachovskaja, Rzjevski memorial en Moeravjovo in het noordwesten, en via station Moskva Rizjskaja en station Moskva Koerskaja over de Koerskspoorlijn naar o.a. Depo, Tsaritsyno, Krasnyj Stroitel, Tsjerbinka, Podolsk, Lvovskaja, Stolbovaja, Chekhov en Serpoechov in het zuiden. Naast de stoptreinen stoppen ook de sneldiensten bij het station. 
Via de verbindingstunnel vanaf het eilandperron of over het stationsplein kan worden overgestapt op de metro. Stads- en streekbussen stoppen bij het busstation “Station Toesjinskaja” aan de noordkant en “Metro Toesjinskaja”.   